# 3 Волопаса
3 Волопаса (лат. 3 Boötis, HD 120064) — двойная звезда в созвездии Волопаса на расстоянии приблизительно 310 световых лет (около 95,2 парсеков) от Солнца. Видимая звёздная величина звезды — +5,965m. Возраст звезды определён как около 1,2 млрд лет.

## Характеристики
Первый компонент — жёлто-белая звезда спектрального класса A7V, или F6IV-V, или F5. Масса — около 2,063 солнечных, радиус — около 5,014 солнечных, светимость — около 31,103 солнечных. Эффективная температура — около 6215 K.
Второй компонент — жёлтый гигант спектрального класса G5III.

## Планетная система
В 2019 году учёными, анализирующими данные проектов HIPPARCOS и Gaia, у звезды обнаружена планета.